# Becher Gale
Becher Robert Gale (14 de abril de 1887-24 de agosto de 1950) fue un deportista canadiense que compitió en remo. Participó en dos Juegos Olímpicos de Verano en los años 1908 y 1912, obteniendo dos medallas de bronce en Londres 1908.

## Palmarés internacional
| Juegos Olímpicos | Juegos Olímpicos      | Juegos Olímpicos  | Juegos Olímpicos   |
| Año              | Lugar                 | Medalla           | Prueba             |
| ---------------- | --------------------- | ----------------- | ------------------ |
| 1908             | Londres (Reino Unido) | Medalla de bronce | Cuatro sin timonel |
| 1908             | Londres (Reino Unido) | Medalla de bronce | Ocho con timonel   |